# ITSDanmark
ITSDanmark er en dansk non-profit interesseorganisation, der arbejder for at udbrede anvendelsen af intelligente transportsystemer (ITS) i Danmark. ITSDanmarks mål er, at ITS bliver et almindelig anvendt virkemiddel i trafikken og kan medvirke til at øge trafiksikkerheden og fremkommeligheden, samt reducere miljøbelastningen. Derudover arbejder man også for øget information for trafikanter før, under og efter rejsen, både for billister, cyklister og passagerer i den kollektive trafik.
ITSDanmarks medlemmer består af virksomheder, der enten udelukkende arbejder med ITS eller har ITS som et vigtigt virksomhedsområde. Det dækker blandt andet producenter af signalsystemer og andet vejsideudstyr, rådgivere, leverandører af IT-systemer og konsulenter. Foruden private virksomheder er en række offentlige organisationer medlemmer, herunder kommuner, regioner, styrelser og offentlige virksomheder. Slutteligt er en række interesseorganisationer også medlemmer. Fælles for alle er at de arbejder med intelligente transportsystemer og –løsninger.
ITSDanmark er medlem af ITS Nationals, som omfatter 27 europæiske nationale ITS organisationer. Denne organisation drives i samarbejde den europæiske ITS-organisation, ERTICO og ITSDanmarks formand, Svend Tøfting sidder i ERTICO's bestyrelse. ITSDanmark var også medvirkende til at få den 6. europæiske ITS-kongres til Aalborg i 2007.

## Ekstern henvisning
- Officiel hjemmeside for ITSDanmark